# Ліновець (Поморське воєводство)
Ліновець (пол. Linowiec, нім. Lienfitz) — село в Польщі, у гміні Староґард-Гданський Староґардського повіту Поморського воєводства.
Населення — 359 осіб (2011).
У 1975-1998 роках село належало до Гданського воєводства.

## Демографія
Демографічна структура станом на 31 березня 2011 року:
|          | Загалом | Допрацездатний вік | Працездатний вік | Постпрацездатний вік |
| -------- | ------- | ------------------ | ---------------- | -------------------- |
| Чоловіки | 180     | 43                 | 132              | 5                    |
| Жінки    | 179     | 38                 | 118              | 23                   |
| Разом    | 359     | 81                 | 250              | 28                   |